# Archibald Johnson Neilson
Archibald Johnson Neilson (* 1871 oder 1872; † 17. April 1942) war ein irischer Schachspieler.
Neilson war Sachbearbeiter der Kolumnen im Falkirk Herald (1894–1942) und The Linlithgowshire Gazette. Er war mindestens 34 Jahre lang Ehrenschatzmeister des Glasgower Schachklubs.
Neilson, der gelegentlich selbst komponierte, trug zur Verbreitung und Erforschung der Saavedra-Studie bei, indem er sie immer wieder im Falkirk Herald nachdruckte, an Creassey Edward C. Tattersall für seine Anthologie A Thousand Endgames (1911) sandte und 1939 mit John Selman als Augenzeuge der Ereignisse korrespondierte.
Von Thomas Rayner Dawson wurde Neilson in einem Nachruf im British Chess Magazine 1942 als gastfreundlicher Mensch beschrieben. Er sei analytischer Chemiker oder Apotheker, Musikkritiker, Kirchendignitar, Journalist und Schachliebhaber gewesen.
Neilsons 150 Schachbücher gingen 1942 in die Bibliothek des Glasgower Schachklubs über.